# Equipo multidisciplinar
Permite en el desarrollo de la mejora continua a cualquier tipo de empresa. 
Se puede definir un equipo multidisciplinar como un conjunto de personas, con diferentes formaciones académicas y experiencias profesionales, que operan en conjunto, durante un tiempo determinado, abocados a resolver un problema complejo, es decir: tienen un objetivo común. Cada individuo es consciente de su papel y del papel de los demás, y trabajan en conjunto bajo la dirección de un coordinador. Una buena analogía podría ser la de una orquesta sinfónica, donde cada músico está íntimamente relacionado con todos los demás, y bajo la batuta del director, obtienen el resultado final de su trabajo.
La composición de equipos multidisciplinares es muy variada, tanto en número de disciplinas involucradas como en el número de miembros de cada especialidad. En el comienzo de una actividad, al planificar la misma, siguiendo uno de los esquemas conocidos como por ejemplo el del ((marco lógico)), u otro semejante, se define como estará formado el equipo de personal destinado a afrontar el problema.

## Características del equipo multidisciplinar
- Diferenciación: Por lo específico de cada aportación profesional en el análisis e intervención.

- Se tiene un objetivo común.

- Igualación: Cada profesional tiene el mismo valor ante el caso a resolver.

- Jerarquización: Es muy importante flexibilizar la jerarquía.
Formar un equipo multidisciplinar suele ser muy beneficioso para la resolución de un problema concreto,

ya que se aúnan distintas disciplinas, enriqueciéndose los distintos profesionales de los conocimientos

y experiencias de los demás para, así, poder abordar el problema  de la forma más efectiva posible. 

Aun así hay que tener en cuenta las posibles dificultades que surgen en la formación de dicho equipo:

### Ventajas
- La ampliación de perspectiva del trabajo y de análisis.

- Ruptura de las resistencias y criterios preconcebidos.

- Ahorro de tiempo y energía.

- Mejor rendimiento de las competencias individuales, con la actuación del personal más indicado para una situación determinada.

- Garantía de seguimiento de los proyectos. No se depende de una persona o de una sola profesión.

- Permite un cierto distanciamiento intelectual respecto a lo cotidiano.

### Inconvenientes
- Ir al equipo para romper la soledad.

- La curiosidad para saber que hacen los demás como punto de referencia para juzgar el propio trabajo.

- El equipo como espacio para solventar posibles conflictos interpersonales.

- La amistad en el equipo, relaciones interpersonales como arma de doble filo.

## Ejemplos de equipos multidisciplinares

### En el campo de laingeniería
Supongamos que se ha decidido, a nivel político, que se quiere reconstruir un puente destruido durante una creciente o avenida reciente. Éste es un problema simple, porque el puente ya estaba. Sin embargo, el proceso del ciclo de un proyecto es conveniente que se mantenga, hay que pensar que la vida útil del puente es de por lo menos 50 años. 
Los estudios preliminares deberán responder por lo menos a las siguientes cuestiones:
- Características del suelo, involucrando a:
  - Geólogos;
  - Ingenieros Geotécnicos;
- Evaluación de los impactos ambientales, que siendo la reconstrucción de una obra existente, simplifica bastante el problema, reduciéndolo a problemas durante la construcción.
- Evaluación del costo de la obra, lo que involucra:
  - Ingeniero de fundaciones;
  - Ingeniero estructural;
  - Técnico en costos unitarios;
  - Técnico en metrados;
- Evaluación geomorfológico del cauce del río, involucrando a: 
  - Especialista en Geomorfología;
  - Experto en modelos matemáticos hidrológicos e hidráulicos;
  - Ingenieros Hidráulicos;
- Evaluación hidrológica, involucrando a hidrólogos;
- Evolución del tráfico, esto implica:
  - Demógrafos;
  - Economistas;
  - Matemáticos, con especialidad en estadística;
  - Sociólogos;
  - Urbanistas;

Tenemos por lo tanto un número importante de expertos en áreas muy diferentes, y todas ellas deben actuar coordinadamente, con el auxilio de un coordinador o director de proyecto. 
Para las etapas posteriores del proyecto, en general se reduce el número de disciplinas involucradas, y la carga o el tiempo que cada uno de ellos debe dedicar al proyecto también varía.

### En el campo de la medicina
Cada vez es más habitual encontrar equipos multidisciplinares en los hospitales, centros de rehabilitación, centros de estancia diurna, etc.
Los pacientes acuden a terapia para tratar de mejorar o mantener su salud y para ello un equipo formado por enfermeras, médicos, psicólogos, trabajadoras sociales, fisioterapeutas y terapeutas ocupacionales se encarga de realizar un plan de trabajo para llevar a cabo la recuperación de los pacientes combinando cada una de las disciplinas a las que pertenece cada miembro.

### En el campo de las ciencias administrativas
Un ejemplo típico son los  Círculos de calidad creados en los años 60 por el industrial Kaoru Ishikawa donde se reúnen un grupo de voluntarios de departamentos distintos para evaluar los problemas de calidad presentes en la organización.